# Man of the Forest
Pour plus de détails, voir Fiche technique et Distribution.
Man of the Forest est un western américain réalisé par Henry Hathaway, sorti en 1933.

## Synopsis
Une jeune femme est capturée par une bande de hors-la-loi dirigée par Clint Beasley mais Brett Dale la sauvera...

## Fiche technique
- Titre original : Man of the Forest
- Réalisation : Henry Hathaway
- Scénario : Jack Cunningham, Harold Shumate, d'après le roman The Man of the Forest de Zane Grey
- Photographie : Ben F. Reynolds
- Montage : Jack Dunn
- Production associée : Harold Hurley
- Société de production : Paramount Productions
- Société de distribution : Paramount Productions
- Pays d’origine :  États-Unis
- Langue : anglais
- Format : Noir et blanc - 35 mm - 1,37:1 - Son Mono (Western Electric Noiseless Recording)
- Genre : Western
- Durée : 59 minutes
- Dates de sortie :
  - États-Unis : 14 juillet 1933

## Distribution
- Randolph Scott : Brett Dale
- Verna Hillie : Alice Gayner
- Harry Carey : Jim Gayner
- Noah Beery : Clint Beasley
- Barton MacLane : Mulvey
- Buster Crabbe : Yegg
- Guinn Williams : Big Casino
- Vince Barnett : Little Casino
- Blanche Friderici : Mme Forney
- Tempe Pigott : Madame
- Tom Kennedy : Shérif Blake
- Frank McGlynn Jr. : Pegg
- Tom London : Rancher

### Galerie d'images

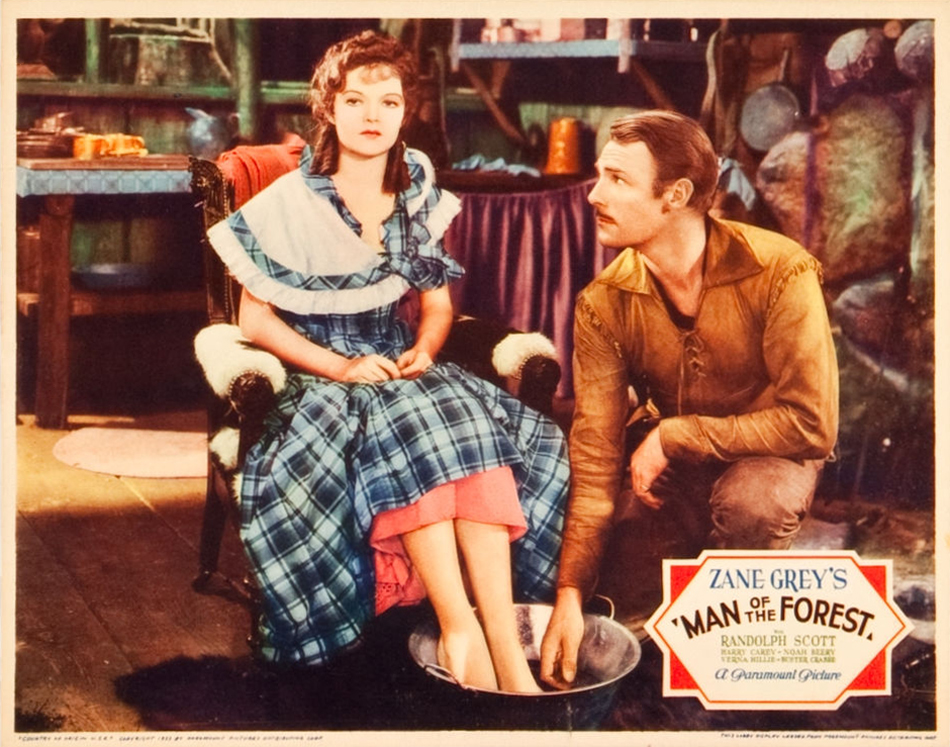
Affiche publicitaire
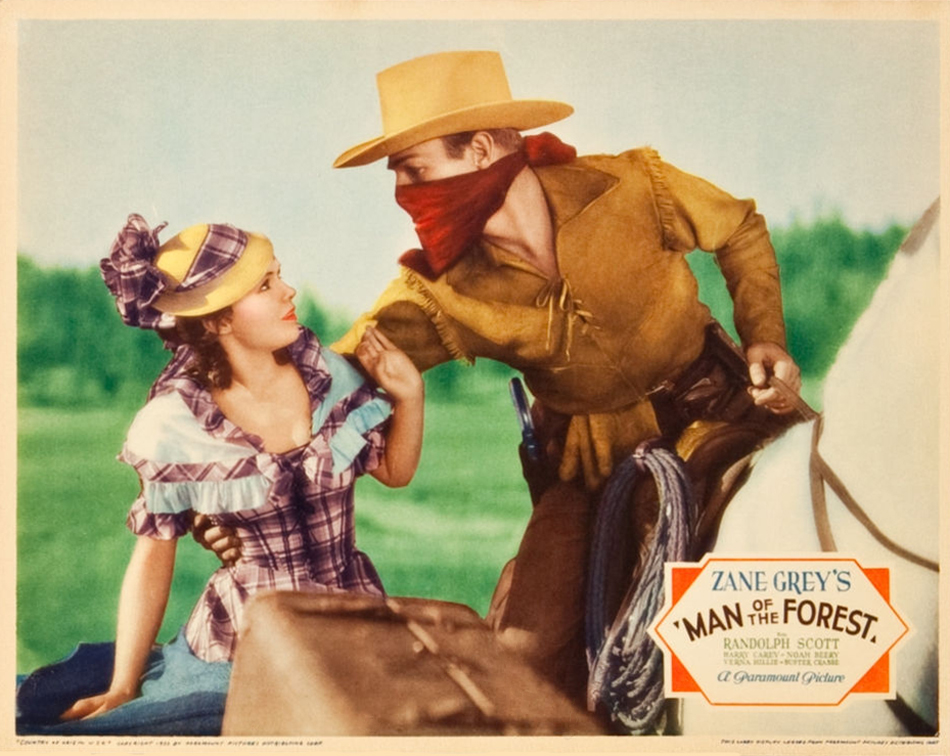
Affiche publicitaire
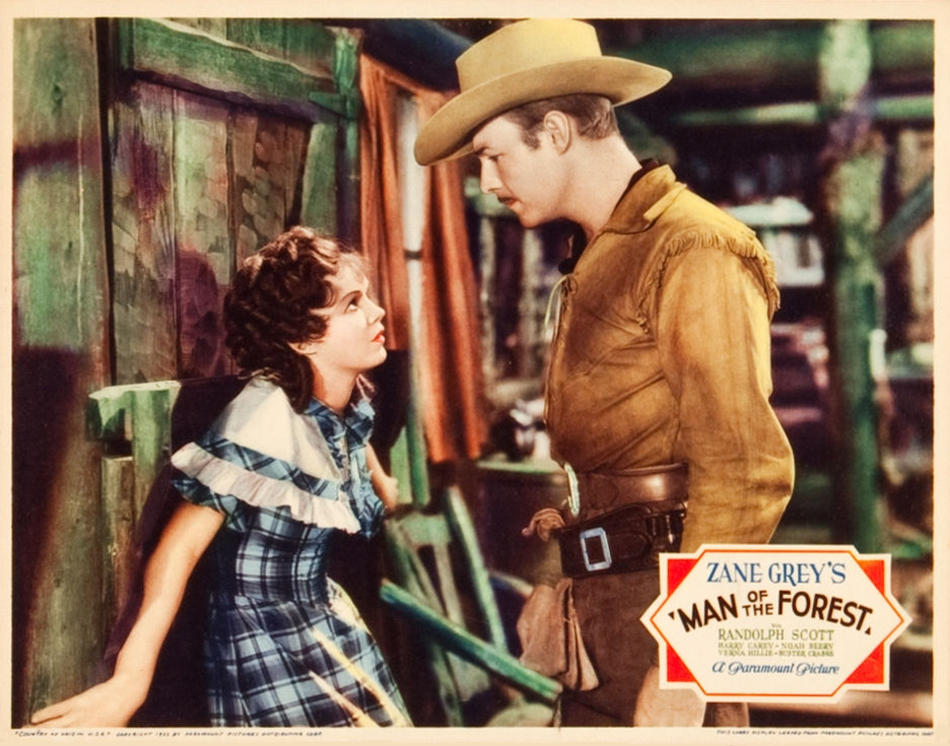
Affiche publicitaire
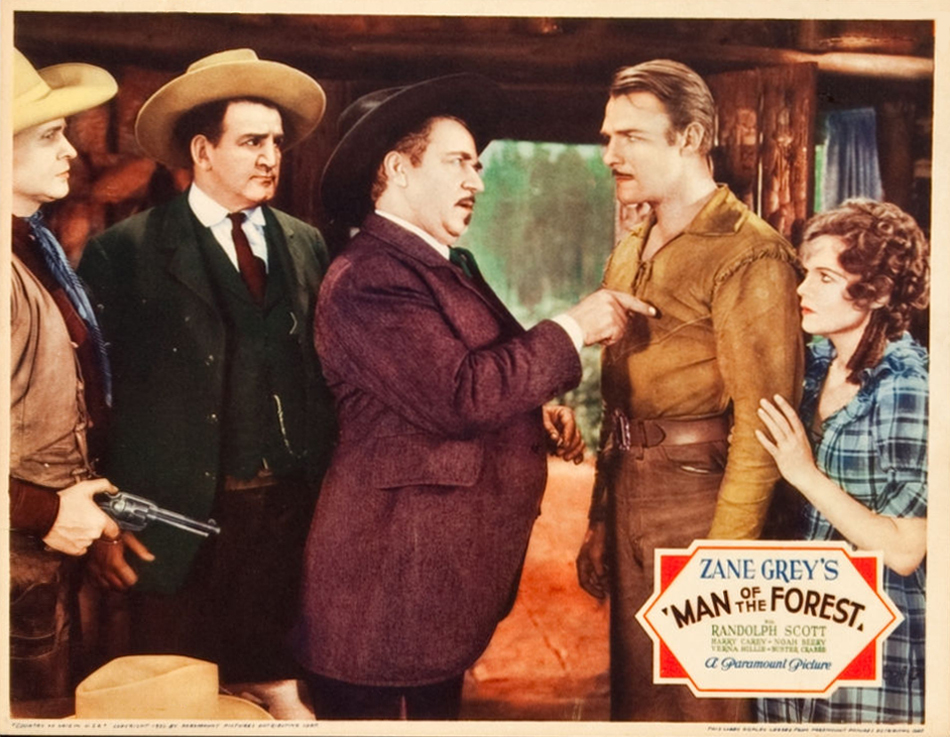
Affiche publicitaire
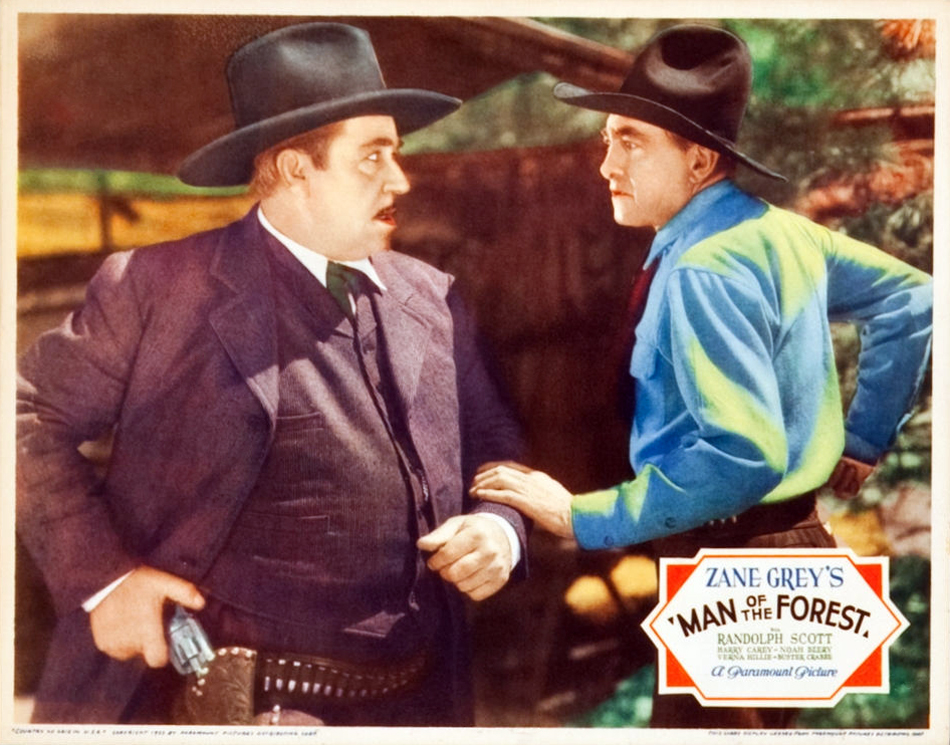
Affiche publicitaire
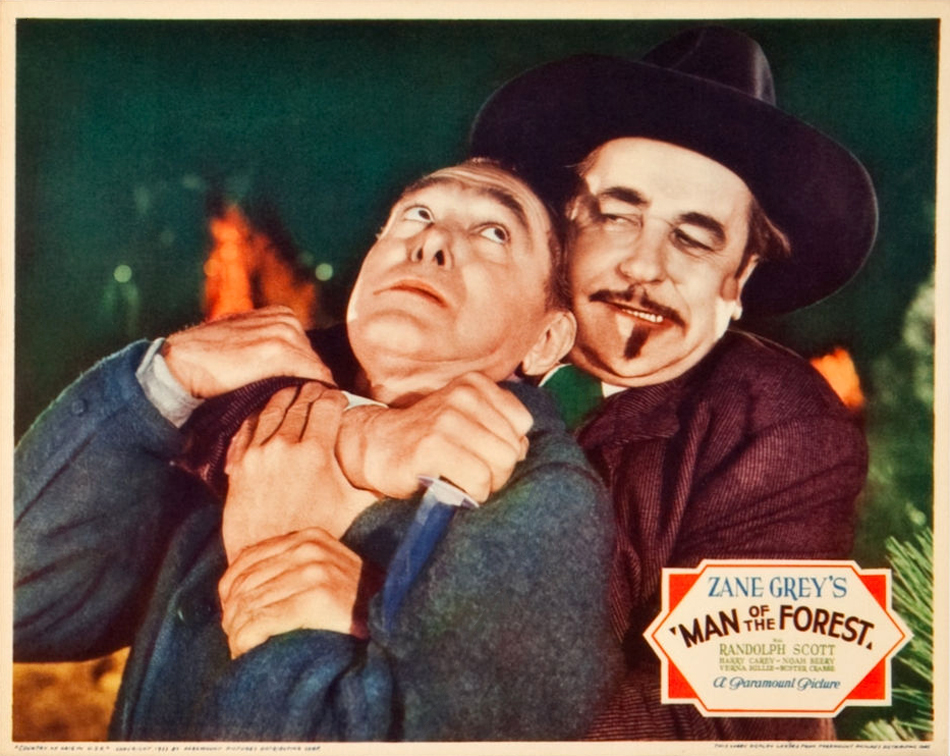
Affiche publicitaire
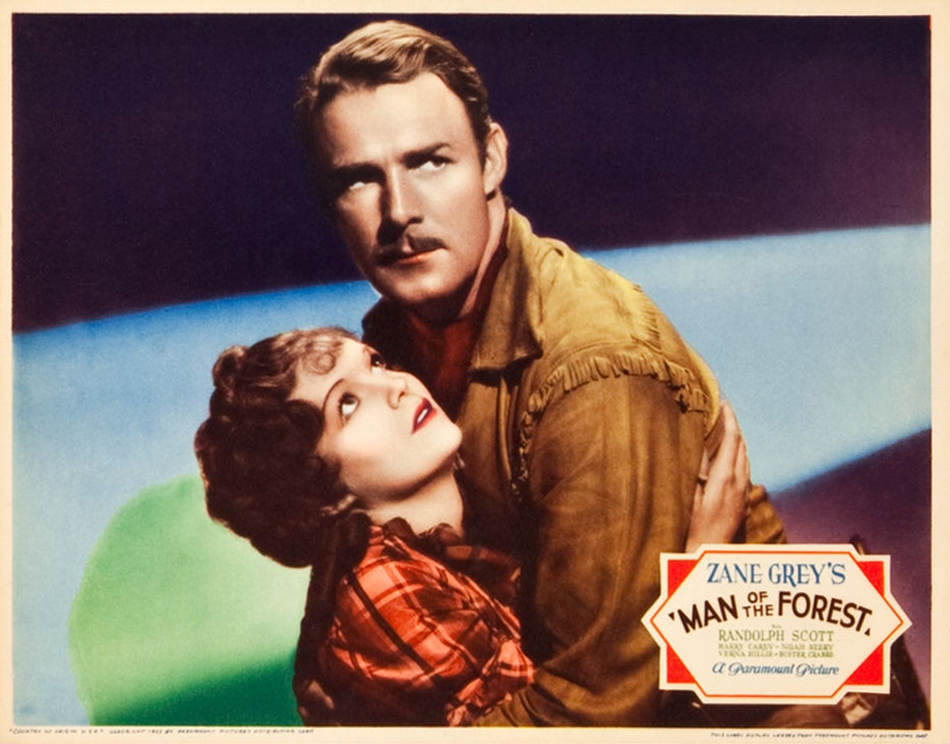
Affiche publicitaire
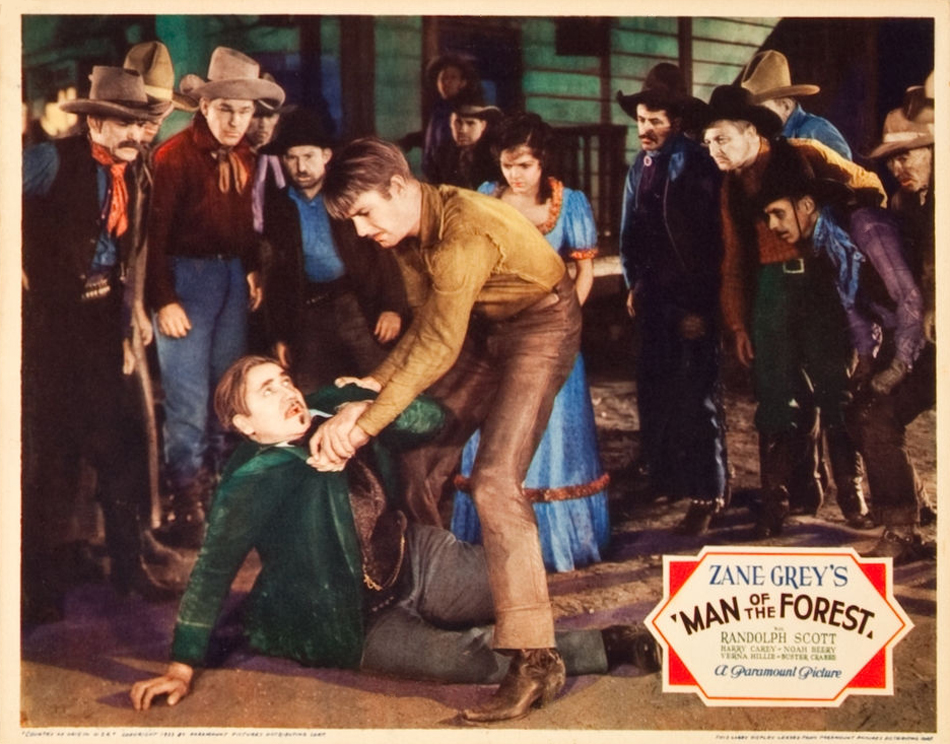
Affiche publicitaire